# Leptolobium
Leptolobium là một chi thực vật nhỏ thuộc họ Leguminosae (Fabaceae), hiện có khoảng 10 loài đã được công nhận. Ngoài loài Leptolobium panamense (Benth.) Sch. Rodr. & A.M.G. Azevedo phân bố trong các khu rừng nhiệt đới từ tây bắc Nam Mỹ đến Mexico, các loài còn lại chỉ có ở khu vực Nam Mỹ, chủ yếu là Brazil.